# 이와마쓰정
이와마쓰정(岩松町)은 일본 에히메현 기타우와군에 설치되었던 정이다. 현재의 우와지마시의 일부에 해당한다.